# Peter Ulrik Frederik Demant

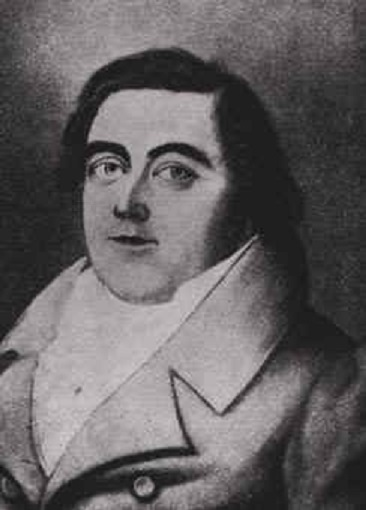
Peter U. F. Demant, Porträtzeichnung ca. 1840

Peter Ulrik Frederik Demant (dänisch auch kurz P. U. F. Demant; * 7. Juni 1802 in Dalum auf Fünen; † 14. April 1868 in Odense) war ein dänischer Orgelbauer.

## Leben

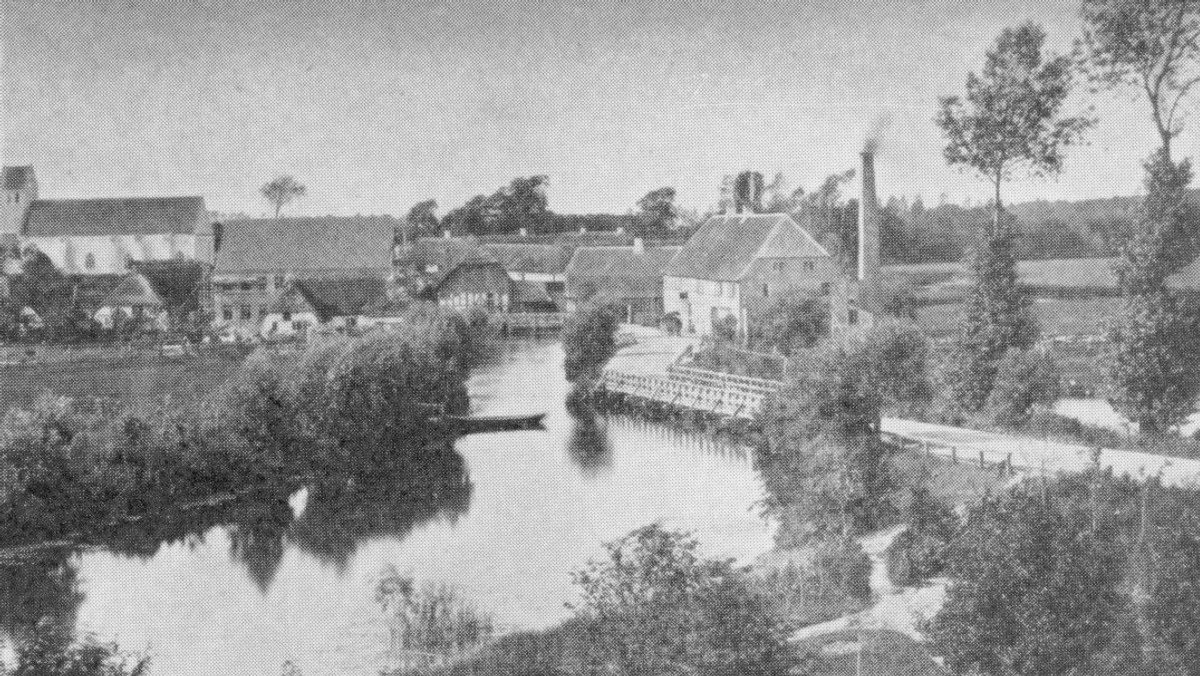
Dalum auf Fünen mit Wassermühle (Mitte) und Kirche (links), Foto 1864

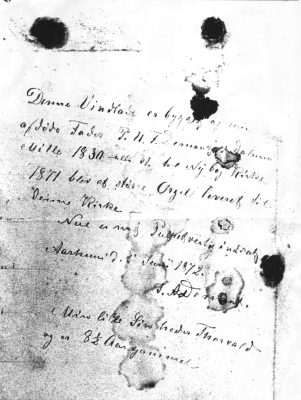
In der Orgel der Kirche von Nyborg gefundener Zettel: Diese Windlade wurde von meinem verstorbenen Vater P. U. F. Demant 1830 oder 31 gebaut […] Aarhus, den 3. Juni 1872. J. A. Demant

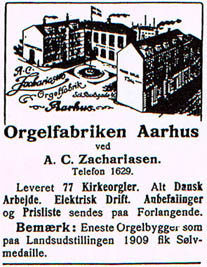
Zeitungsannonce der „Orgelfabrik Aarhus“ von A. C. Zachariasen (1910)

Peter Demant war Sohn des Müllers Johann Andreas Demant (1759–1825) und dessen Ehefrau Birthe Sophie, geb. Schröter (1777–1852). Am 9. Juni 1802 wurde er in der Kirche von Dalum auf die Vornamen Peter Ulrich Friderich getauft, abgeleitet von dem Kammerherrn und Amtmann Peter Ulrich Frederik Benzon (1760–1840). Bei diesem hatte Johann Andreas Demant als Verwalter gearbeitet, bevor er Benzon die Dalumer Mühle abkaufte. Drei Angehörige der Familie Benzon standen Taufpate für Peter Ulrik Frederik Demant. Der Nachname Deman(d)t ist ein hugenottischer Name, der sich vom Beruf des Diamanthändlers ableitet.
Peter Ulrik Frederik Demant verfasste gegen Ende seines Lebens Erinnerungen, die zwar nur bis 1823/1824 reichen, aber zumindest über seine Schul- und Lehrzeit Auskunft geben. Die Aufzeichnungen gelangten ins Landsarkiv for Fyn in Odense und wurden 1937 publiziert. Demnach war Demant sieben Jahre alt, als in der Kirche von Dalum eine kleine Orgel aufgestellt wurde. Ihr Klang beeindruckte den jungen Demant so, dass in ihm der Wunsch erwachte, solche Instrumente einmal selbst bauen zu können. Zu Weihnachten 1815, als er 13 war, begann er in seiner Freizeit mit dem Bau einer eigenen kleinen Orgel. Da er keinerlei Vorkenntnisse besaß, gelang ihm die Konstruktion einer funktionierenden Windlade erst im achten Versuch. Der Vater bat ihn wiederholt, das Unterfangen aufzugeben, doch wurde 1817, nach zwei Jahren Bauzeit, seine kleine Orgel mit zwei Registern aus Holz und einem Tonumfang von zweieinhalb Oktaven endlich fertig, und sowohl Demant als auch seine Eltern weinten vor Freude.
Demants Vater hatte, als er noch Benzons Verwalter war, in Engum gelebt und war von dort mit dem Orgelbauer Hans Friderich Oppenhagen befreundet. Doch zögerte der Vater zunächst, seinen Sohn bei Oppenhagen in die Lehre zu geben, da er um dessen bescheidene Lebensverhältnisse wusste und deshalb Orgelbau für eine brotlose Kunst hielt. Als Oppenhagen 1819 den Großauftrag zum Bau einer Orgel in der Domkirche von Kopenhagen bekam, änderte der Vater seine Meinung, sah nun Orgelbau als „Goldmine“ an und vereinbarte mit Oppenhagen mündlich eine vierjährige Lehrzeit für seinen Sohn bei freier Kost und Logis. Doch erwies sich Oppenhagen bald als strenger und missgünstiger Lehrherr. Zu Weihnachten 1822 ließ er Demant zu seinen Eltern reisen, schickte ihm aber einen Brief mit der Forderung hinterher, dass er – entgegen der früheren Absprache – nur bereit sei, die Lehrzeit fortzusetzen, wenn Demants Vater ihm 200 Rigsdaler und weitere Lebensmittelkosten bezahle. Dieser musste also „in den sauren Apfel beißen“, damit Peter U. F. Demant seine Lehre beenden und zum 1. November 1824 seinen Gesellenbrief erhalten konnte. Beim Orgelbau in der kalten Domkirche erkältete sich Demant außerdem 1823 so schwer, dass er einen Monat im Frederiks Hospital verbringen musste.
Der Tod seines Vaters veranlasste Demant, nach kurzer Gesellenzeit 1826 nach Dalum zurückzukehren, um die väterliche Mühle zu übernehmen und zugleich eine Orgelbauwerkstatt zu eröffnen. Am 18. November 1826 heiratete er in der Haderslebener Domkirche seine Kusine Ludovica Lautine, geb. Schrøter (1801–1882). In der Folgezeit stand Demant an der Spitze eines großen Hausstands: So lebte er z. B. laut Zensusliste 1845 in der Dalumer Mühle zusammen mit Frau und acht Kindern sowie 15 weiteren Personen, darunter einer Hauslehrerin, einem Kutscher, vier Müllerknechten und in der Orgelbauwerkstatt zwei Tischlergesellen (einer davon war sein unverheirateter Bruder Johan Frederik Demant).
1854 wurde Peter U. F. Demant das Ehrenzeichen des Dannebrogordens verliehen, das Dannebrogkreuz in Silber, wodurch er sich „Dannebrogsmann“ nennen durfte. Er war der erste dänische Orgelbauer, der diese hochrangige Auszeichnung erhielt. Im selben Jahr verkaufte Demant die Dalumer Mühle und zog nach Odense, um sich dort ganz dem Orgelbau zu widmen. Da er für seine Heimatkirche kostenlos eine neue Orgel erbaut hatte, bekam Demant zum Abschied aus Dalum eine Tischuhr aus Porzellan geschenkt, welche die Inschrift trug: „Für Orgelbauer Demant von der dankbaren Gemeinde Dalum“ (dän.: Til Orgelbygger Demant fra Dalum taknemlige Menighed). Anschließend wirkte Demant bis zu seinem Tod 1868 in Odense.

## Firmennachfolge
Demants Orgelbauwerkstatt wurde von seinem Sohn Johan Andreas Demant (1830–1878) übernommen. Dieser war ab 1861 mit einer Tochter des Klavierbauers Conrad Christian Hornung verheiratet. Um 1870 verlegte er seinen Firmensitz von Odense nach Aarhus. Grund war, dass Nordschleswig mit dem dort ansässigen Orgelbauunternehmen Marcussen & Søn infolge des Deutsch-Dänischen Kriegs von 1864 nicht mehr zu Dänemark, sondern zu Preußen bzw. von 1871 bis 1920 zum Deutschen Reich gehörte. Deshalb bekam es in dieser Zeit weniger Aufträge aus Dänemark und Johan Andreas Demant sah auf dem dänischen Festland (Jütland) einen neuen Absatzmarkt. 
Nach J. A. Demants Tod 1878 übernahm Frederik Nielsen († 1903) und dann dessen Sohn Emil Nielsen den Betrieb. Letzterer musste 1906 Konkurs anmelden, woraufhin Andreas Conrad Zachariasen (1877–1954) Werkzeug und Maschinen aufkaufte und damit die „Orgelfabrik Aarhus“ gründete, die später unter dem Namen A. C. Zachariasen & Søn bis 1974 bestand.

## Werke (Auswahl)
| Jahr     | Ort         | Gebäude            | Bild | Manuale | Register | Bemerkungen |
| -------- | ----------- | ------------------ | ---- | ------- | -------- | --- |
| 1830     | Nyborg      | Vor Frue Kirke     |      | II/P    | ca. 20   | Neubau im Gehäuse von 1595; 1858 neuer Prospekt. Vom Sohn J. A. Demant 1871/72 durch eine neue, größere Orgel mit neuem Prospekt ersetzt. Aus vier Registern der alten Orgel seines Vaters baute J. A. Demant bei dieser Gelegenheit eine Chororgel. |
| 1830     | Nyborg      | Vor Frue Kirke     |      | I       | 5        | Chororgel, von J. A. Demant 1871/72 aus Windlade und Pfeifenwerk der alten Hauptorgel seines Vaters erbaut. Hier wurde der oben abgebildete Zettel gefunden. 1917 in der Kirche von Haslund aufgestellt, 2006 wieder nach Nyborg zurückgebracht. Zu den vier ursprünglichen Registern (Gemshorn 8′, Tectus (d. h. Gedackt) 8′, Principal 4′, Fløjte 4′) bauten Marcussen & Søn 2019 noch eine Oktave 2′ aus einer abgebrochenen Demant-Orgel von ca. 1860 ein. |
| 1845     | Fredericia  | Reformierte Kirche |      |         |          | 1925 Neubau durch Frobenius mit pneumatischen Kegelladen (II/P/9); von Demant sind der Prospekt und Teile des Pfeifenwerks erhalten. |
| 1845     | Herlufsholm | Herlufsholm Kirke  |      | I       | 4        | Ursprünglich in der Kirche von Glesborg, 2018 als Chororgel in der Kirche von Herlufsholm aufgestellt. Pedallos, vier Register im Manual: Principal 8′ (C-H zus. mit Tectus), Tectus (d. h. Gedackt) 8′, Gemshorn 4′, Oktav 2′. |
| 1850     | Dalum       | Dalum Kirke        |      | I/P     | 8        | Geschenk Demants für seine Heimatkirche. 1927 durch einen Neubau von Frobenius (II/P/13), 1986 durch einen von Marcussen & Søn ersetzt (II/P/26) |
| 1856     | Notmark     | Notmark Kirke      |      | I       | 9        | Neubau im barocken Prospekt von 1769. 1972 durch neobarocken Neubau von Marcussen & Søn ersetzt. |
| 1857     | Roskilde    | Klosterkirke       |      | II/P    | 4        | Ursprünglich Hausorgel für den Roskilder Domorganisten Hans Matthison-Hansen. I. Manual: Gamba 8′, Dolce 4′ (offen, trichterförmig). II. Manual: Gedakt 8′. Pedal: Subbas 16′. Koppeln II/I, I/P. |
| 1858     | Dråby       | Dråby Kirke        |      | II/P    | 12       | Größte erhaltene Orgel von P. U. F. Demant, ursprünglich bis 1971 in der Kirche von Mariager. Geschickt disponiert mit zwei Zungenstimmen (Trompet 8′ im Hauptwerk, Tuba 16′ im Pedal) und einem Streicher (Gamba 8′ im zweiten Manual) trotz geringer Registerzahl. Bei der Aufstellung in Dråby 1972 wurde auf den vier Feldern unterhalb der Prospektpfeifen die Orgelgeschichte samt Disposition in vergoldeter Schrift aufgeschrieben.                    |
| 1860 (?) | Diernæs     | Diernæs Kirke      |      | I/P     | 7        | Zwei der sieben Register wurden im 20. Jahrhundert nachträglich ergänzt, ein 2′ im Manual und ein eigenständiger Subbas 16′ im Pedal. |
| 1861     | Ringkøbing  | Ringkøbing Kirke   |      | I/P     | 5        | Neubau im barocken Gehäuse von 1633. 1888 durch Frederik Nielsen erweitert (II/p/8), 1935 und 1952 durch Frobenius umgebaut. 2019 neue Barockorgel durch Mads Kjersgaard. |